# Miss T World
Miss T World é um concurso de beleza para mulheres trans. O evento ocorreu em 23 de Setembro de 2017, no Teatro Alberti no município de Desenzano del Garda, perto da cidade de Bréscia, na região da Lombardia, localizada na Itália.
A vencedora do concurso foi Paula Bituschini, a representante das Filipinas. O segundo lugar ficou com Sandy Lopes, a representante da Tailândia. Alessia Cavalcanti era a representante italiana.
No concurso participaram 16 candidatas. O evento contou com a presença de Marcela Ohio, Miss International Queen 2013, Melissa Gurgel, Miss Brasil 2014, Trixie Maristela, Miss International Queen 2015 e Rafaela Manfrini, Miss Trans Star International 2016.